# Distrito de Muquiyauyo

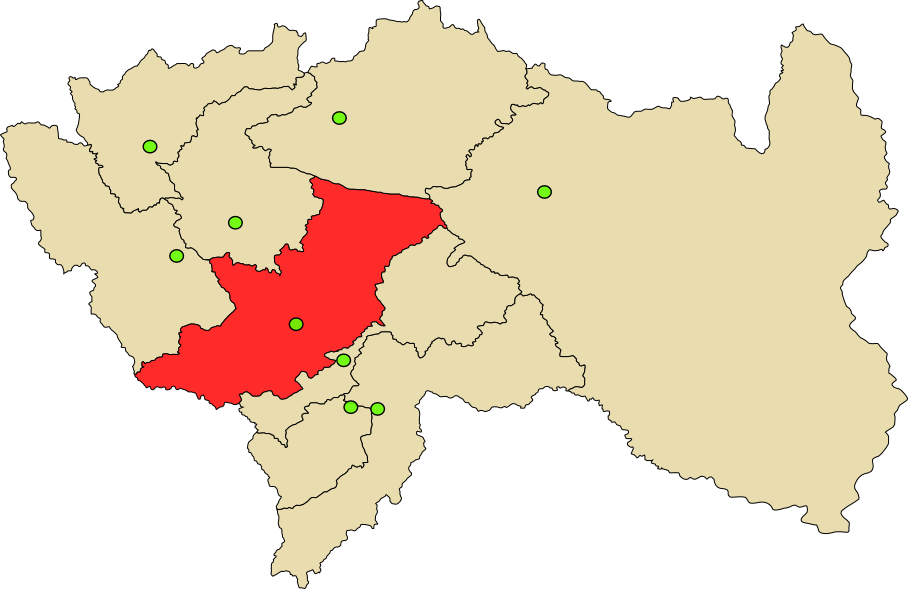
Provincia de Jauja en el Departamento de Junín

El Distrito de Muquiyauyo es uno de los treinta y cuatro distritos que conforman la provincia de Jauja, ubicada en el Departamento de Junín, bajo la administración del Gobierno Regional de Junín, en la sierra central del Perú.
Dentro de la división eclesiástica de la Iglesia Católica del Perú, pertenece a la Vicaría IV de la Arquidiócesis de Huancayo

## Historia
El distrito fue creado mediante Ley del 26 de octubre de 1886, en el gobierno del Presidente Andrés Avelino Cáceres. Se consideraba por los años sesenta del siglo XX, como una comunidad progresista, tenía su propia central de energía eléctrica.
En 1924 Hildebrando Castro del Pozo opinaba que esta comunidad era un paradigma de los ayllus ganaderos y había conservado sus usos y costumbres con autenticidad. De igual manera se inspiraba por los patrones de cooperativas de producción, consumo y crédito; mediante acción popular había construido escuelas y locales comunitarios; y hasta... subvencionaba los desembolsos necesarios para capacitación profesional de sus mozallones.

## Geografía
La superficie del distrito de Muquiyauyo es 19,86 km². El distrito de Muquiyauyo se encuentra a 3 342 m s. n. m.

## Capital
Su capital es el pueblo de Muquiyauyo

## División administrativa

### Barrios
Barrio arriba .
Barrio centro .
Barrio abajo.

### Cuarteles
Tiene una población aproximada de 3 000 habitantes. La población está organizada en 4 cuarteles: Cuartel primero, segundo, tercero y cuarto. Cada cuartel está dividido en cuatro grupos. los cuarteles están divididos en cuarteles industriales, artesanos, obreros y comuneros.

## Autoridades

### Municipales
- 2019-actualidad
  - Alcalde: Ing. Víctor Manuel Landa Álvarez, Fuerza Popular

- 2015 - 2018[4]
  - Alcalde: Pedro Moisés Astuvilca Jurado, Movimiento Juntos por Junín (N).
  - Regidores: Julio César Cruces Castro (N), Flor de María López Castillo (N), Julio César Álvarez Huaringa (N), Deysi Denis Dávila Reyna (N), Moisés Eler Huaringa Cáceres (Perú Libre).
- 2011-2014[5][6]
  - Alcalde: Wilson Amaya Huaytalla, Movimiento político regional Perú Libre (PL).
  - Regidores: Víctor Manuel Landa Álvarez (PL), Raúl Jorge Lazo Chucos (PL), Elizabeth Margot Limaylla Mallma (PL), Maritza Sonia Espinoza Nuñez (PL), Raúl Benigno Terreros López (CONREDES).
- 2007-2010
  - Alcalde: José Eugenio Salcedo Castillo.

### Policiales
- Comisaría de Jauja
  - Comisario: Cmdte. PNP. Edson Hernán Cerrón Lazo.[7]

### Religiosas
- Arquidiócesis de Huancayo[8]
  - Arzobispo de Huancayo: Mons. Pedro Barreto Jimeno, SJ.
  - Vicario episcopal: Pbro. Hermann Josef Wendling SS.CC.
- Parroquia San Miguel Arcángel - Huaripampa[9]
  - Párroco: Pbro. Rufino Valeriano Huahuasoncco, SS. CC.

## Educación

### Instituciones educativas
I.E: Bruno Terreros Baldeon (colegio)
I.E: 30513 « Mariano Torres » 
I.E: 30514 « Román Amanzo Montero»
I.E: 626 « San Gabriel »
I.E: 325 San Juan Bautista

## Economía
La población se dedica principalmente a la agricultura y la ganadería.

## Festividades
Sus fiestas principales son Navidad como la Huaylijia, los negritos, Tunantada,
En el mes de febrero en la primera semana se baila los Principales...
Carnavales, Santiago en julio y agosto...
Otras fiestas son como año nuevo y otras no tan típicas...